# Mountain (песня)
«Mountain» — самая первая песня, написанная лидером американской рок-группы Blue October Джастином Фёрстенфелдом. Он написал её в возрасте 14 лет в 1989 году.

## История
Песня была выпущена на первом альбоме группы The Last Wish — Rooftop Sessions, в 1993 году.
Позднее Джастин Фёрстенфелд продолжил исполнять её на сольных концертах 5591.

## Участники записи
- Джастин Фёрстенфелд (вокал, гитара)
- Эми Иммел (вокал)
- Кэти Херцог (скрипка)
- Мишель Тротвейн (виолончель)
- Грэг Хаммонд (гитара)
- Лейтал Молад (бас-гитара)
- Брэди Хаммонд (Ударные)